# Ferruccio Marotti
Ferruccio Marotti (Trieste, 1º aprile 1939) è uno storico italiano.

## Biografia
Ferruccio Marotti, è uno storico dello spettacolo, saggista e autore di audiovisivi di antropologia teatrale, professore emerito dell’Università di Roma “La Sapienza”, dove, dal 1963, ha insegnato Storia del teatro, Drammaturgia, Istituzioni di regìa, Istituzioni di regìa digitale, ed è stato Ordinario di Discipline dello Spettacolo dal 1980 al 2010. 1)
Dal 1972 al 1980 ha fatto parte dei Consigli nazionali del CNR (Consiglio Nazionale delle Ricerche: Comitato Scienze Storiche Filologiche Filosofiche e Comitato Ricerche Tecnologiche) ed ha insegnato Drammaturgia e Metodologia della critica dello spettacolo al DAMS dell'Università di Bologna. 
Dal 1980 al 1986 ha diretto lo Studio Internazionale dello Spettacolo di Montalcino.
Dal 1981 al 2010 ha fondato e diretto il Centro Teatro Ateneo dell’Università di Roma “La Sapienza” dove ha anche diretto - succedendo a Giovanni Macchia - fino al 1985 l’Istituto del Teatro e dello Spettacolo e dal 1987 al 1994 il Dipartimento di Musica e Spettacolo.
In trent’anni di attività ha fatto del Centro Teatro Ateneo un punto di riferimento internazionale, dando vita a corsi, seminari e laboratori con Eduardo De Filippo, Jerzy Grotowski, Vittorio Gassman, Carmelo Bene, Peter Brook, Juri Ljubimov, Giorgio Strehler, Luca Ronconi, Dario Fo, Alberto Sordi, Roberto Benigni, Peter Stein, Anatolij Vasil’ev, Toni Servillo, e molti altri, tutti oggetto di registrazione video.
Ha conferito la Laurea Honoris Causa dell'Università di Roma "La Sapienza" in discipline dello spettacolo a Michelangelo Antonioni, Peter Brook e Dario Fo.
Sono considerati punti di riferimento nella bibliografia internazionale i suoi contributi alla rifondazione degli studi sulle teoriche della regia del Novecento, sulla storia del teatro italiano e in particolare sulla commedia dell’arte, sui teatri orientali e sull’antropologia teatrale, con testi quali Edward Gordon Craig (1961) 2), La scena di Adolphe Appia (1963), Artaud, homme théatre (1964 per il Terzo Programma RAI), Amleto o dell’oxymoron: studi e note sull’estetica della scena moderna (1966), Il volto dell’invisibile: studi e ricerche sui teatri orientali (1984) La Commedia dell’arte e la società barocca: la professione del teatro (1991), riediti più volte e tradotti in diverse lingue. 
Ha curato edizioni italiane dei testi di Appia e Craig, e l’edizione critica del trattato di Leone de’ Sommi Quattro dialoghi in materia di rappresentazioni sceniche, dell’unica raccolta esistente di scenari dei professionisti della Commedia dell’arte, Il teatro delle favole rappresentative di Flaminio Scala, e dei trattati e scritti dei maggiori comici dell’arte.
Fra gli allievi, suoi e di Macchia, poi suoi collaboratori, divenuti docenti universitari di discipline dello spettacolo: Silvia Carandini, Roberto Ciancarelli, Fabrizio Cruciani, Vito Di Bernardi, Guido Di Palma, Luciano Mariti, Antonella Ottai, Paola Quarenghi, Nicola Savarese, Ferdinando Taviani, Valentina Valentini e Anna De Domenico Sica. 
Accanto agli studi storici e teorici ha svolto un’intensa attività di film maker, come autore di ricerche audiovisive di antropologia teatrale, da Il Principe Costante di Grotowski, ricostruzione (1967 n. ed. digit. 2005) a Bahrata Natyam (1973), Trance e dramma a Bali (1974), Storie dell’isola della luce: L’uomo e la scimmia, Il Principe di Saba, La carretta dei comici, Il ragazzo di Sumatra,  Le colonne del tempio (1980/82), Il Macbeth di Carmelo Bene (1983), Il Macbeth di Vittorio Gassman (1983), Il lavoro teatrale di Eduardo all’Università di Roma (1985), Perché andare a teatro (1984), Laboratorio audiovisivo sull’attore e il lavoro teatrale (1985), Arlecchino a casa del diavolo (1996), Ciascuno a suo modo di Luigi Pirandello: lezioni di regìa di Anatolij Vassil’ev (1996), Eduardo a tu per tu (1999), Eduardo racconta Eduardo (2000), Eduardo: teatro e magìa (2000/2), con Isabella De Filippo Quarantotti, fino a Gianmaria Volonté, un attore contro (2005).
I circa tremila video da lui realizzati sono in gran parte on line su Europeana, la European Digital Library.
Dirige dal 1966 la collana Biblioteca Teatrale, che ha pubblicato circa 200 volumi per le edizioni Bulzoni, e dal 1971 la rivista Biblioteca Teatrale – quadrimestrale di studi e ricerche sullo spettacolo.
Fonti
1) Guido Di Palma, Luciano Mariti, Luisa Tinti, Valentina Valentini, Ferruccio Marotti o dell’ Oxymoron, in Studi e testimonianze in onore di Ferruccio Marotti I, Biblioteca Teatrale 93-94, gennaio-giugno 2010
2) Giovanni Macchia, Amleto a Firenze, Corriere della sera, 11 novembre 1962
Bibliografia
Edward Gordon Craig (1961),
La scena di Adolphe Appia (1963),
Artaud, homme théatre (1964 Terzo Programma RAI),
Amleto o dell’oxymoron. Studi e note sull’estetica della scena moderna (1966, 2001),
Leone de’ Sommi Quattro dialoghi in materia di rappresentazioni sceniche (1968)
Storia documentaria del teatro italiano. Lo spettacolo dall’Umanesimo al Manierismo. Teoria e tecnica (1974)
Flaminio Scala Il teatro delle favole rappresentative (1976) 2 voll.
Trance e dramma a Bali: per un teatro della crudeltà (1976)
Draghi streghe principesse e clowns. Il teatro magico dell’isola di Bali (1980)
Il volto dell’invisibile. Studi e ricerche sui teatri orientali (1984)
La Commedia dell’arte e la società barocca: la professione del teatro (1991, 1994, 1999),
Sabato, domenica e lunedì - Eduardo De Filippo teatro vita copione e palcoscenico - atti del Convegno di studi, Università di Roma La Sapienza (2001)
Attore, musica e scena di Adolphe Appia, a cura di, traduzione di Marco De Marinis, Bologna, Cue Press, 2020. ISBN 9788898442560.
L'arte del teatro. Il mio teatro, di Craig Edward Norton, a cura di, traduzione di, Bologna, Cue Press, 2020. ISBN 9788899737023.

## Premi e riconoscimenti
- Premio Flaiano Sezione teatro[1]
  - 1995 - Premio speciale per la promozione della cultura teatrale